# Пажитник сенной
Па́житник сенно́й, па́житник греческий (лат. Trigonélla foenum-graecum) — однолетнее растение; вид рода Пажитник семейства Бобовые (подсемейство Мотыльковые).
Произрастает в Восточной Европе, на Кавказе, в гористых местностях Азербайджана, Армении, Турции, Ирака, Ирана и Средней Азии, встречается также в Египте и Эфиопии. Культивируется повсеместно. Предпочитает солнечные места произрастания с глинистой почвой.

## Названия
Латинское название foenum-graecum означает греческое сено. Растение также известно как фенугрек (fenugreek), шамбала, хельба (хильба, хильбе), метхи (methi), чаман, верблюжья трава.

## Ботаническое описание

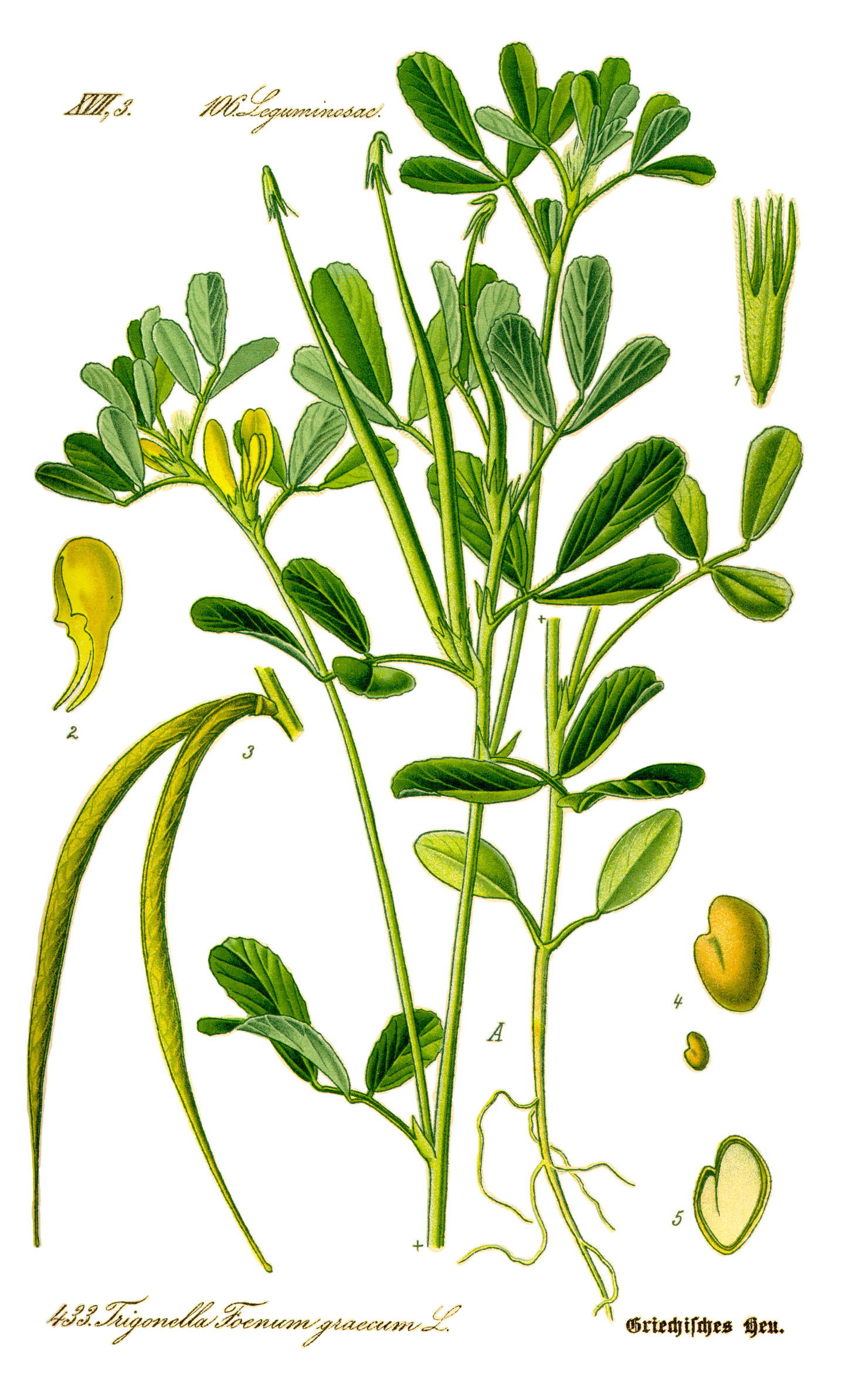

Растение высотой до 60 см с очерёдными тройчатосложными листьями длиной 2 см; листочки яйцеобразные и по краям немного зубчатые.
Стебель ветвистый, округлый, корень стержневой.
Цветки сидячие, по одному — два в пазухах листьев, мотыльковые, очень маленькие, желтовато-белые, а в основании светло-фиолетовые. Растение цветёт с мая до июня.
Из цветков развиваются длинные (до 10 см) узкие (толщиной 4—5 мм) голые или опушённые бобы с твёрдыми прямоугольными семенами.

## Хозяйственное значение и применение

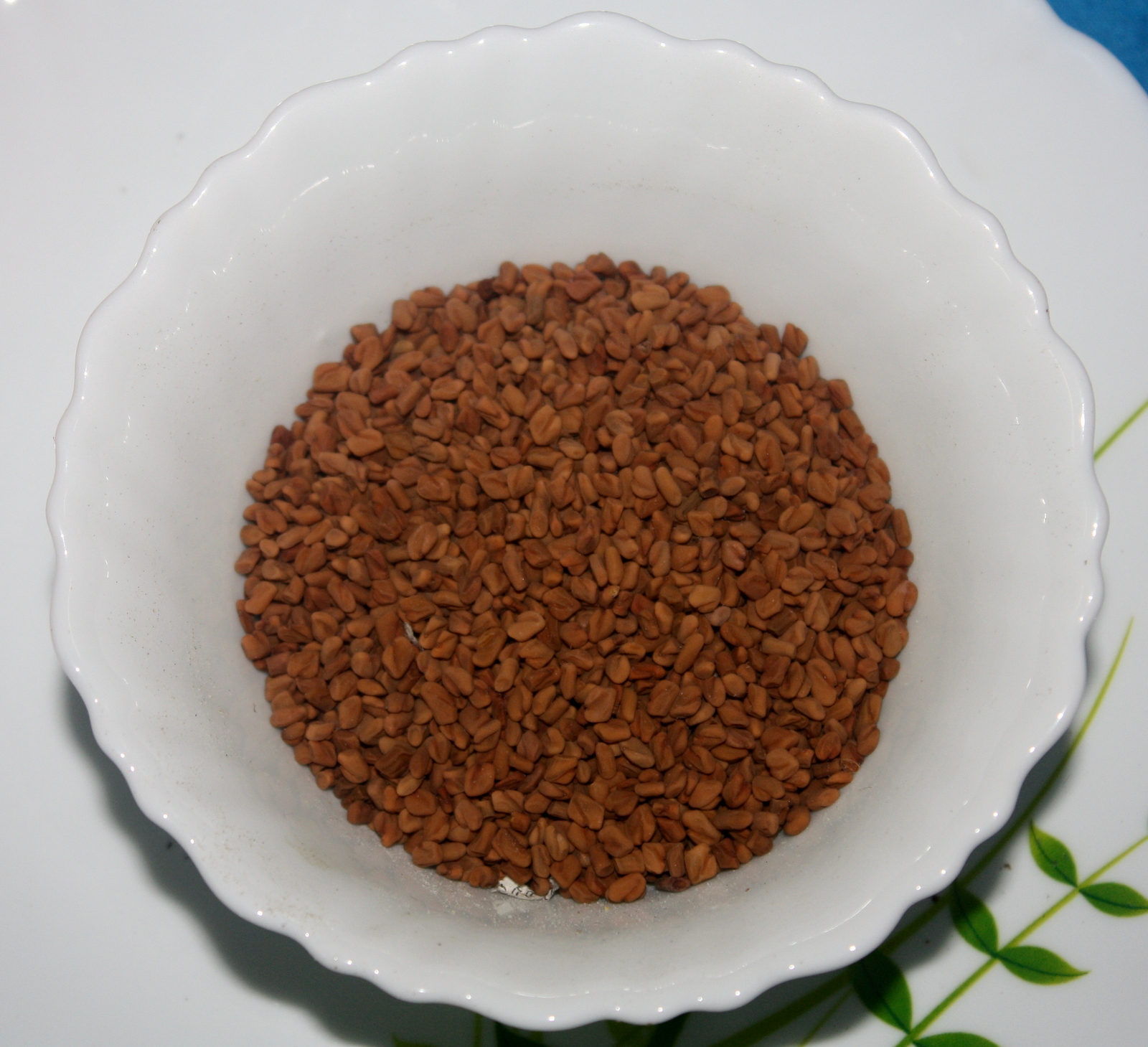
Семена

В качестве лекарственного сырья используют семя пажитника сенного (лат. Semen Trigonellae foenum-graeci), собранное в фазе зрелости, содержащее до 1,34 % суммы стероидных сапонинов (диосгенин, тигонин, ямогенин).
Всё растение обладает интенсивным запахом.
Семена пажитника незаменимы для приготовления многих блюд индийской кухни, например, дхала. Молодые побеги используют в качестве приправы к мясным блюдам и в сыроварении. Входят также в состав смеси приправ хмели-сунели и смеси чаман, которой покрывают вяленую мясную вырезку — бастурму. Содержат большое количество галактоманнана, известного под названием «камедь пажитника».

## Синонимы
По данным сайта GBIF на март 2023 года в синонимику вида Trigonella foenum-graecum L. входят следующие названия:
- ≡ Buceras foenum-graecum (L.) All.
- = Buceras odoratissima Medik.
- = Fenugraecum officinale Czechov
- = Foenugraecum officinale Moench, 1794
- = Foenugraecum sativum Medik., 1787
- ≡ Foenum-graecum officinale Moench
- = Foenum-graecum officinale var. cultum Alef.
- = Foenum-graecum officinale var. gladiatum Alef.
- = Foenum-graecum officinale var. prostratum Alef.
- = Foenum-graecum officinale var. rhodanthum Alef.
- = Foenum-graecum officinale var. tibetanum Alef.
- ≡ Foenum-graecum sativum Medik.
- = Folliculigera caerulea Pasq.
- ≡ Folliculigera foenum-graecum (L.) Pasq., 1867
- = Folliculigera graveolens Pasq.
- ≡ Medicago foenugraeca (L.) E.H.L.Krause
- ≡ Medicago foenum-graecum (L.) E.H.L.Krause, 1901
- ≡ Telis foenum-graecum (L.) Kuntze
- = Trigonella ensifera Trautv.
- = Trigonella foenum-graecum subsp. culta Gams
- ≡ Trigonella foenum-graecum subsp. indica Sinskaya
- = Trigonella foenum-graecum subsp. indica Sinskaya ex Soskov & Bairamov
- = Trigonella foenum-graecum subsp. jemenensis Serp.
- = Trigonella foenum-graecum var. haussknechtii
- = Trigonella graeca St.-Lag.
- = Trigonella haussknechtii
- = Trigonella jemenensis (Serp.) Sinskaya
- = Trigonella rhodantha (Alef.) Vassilcz.
- = Trigonella tibetana (Alef.) Vassilcz.
- ≡ Xiphostylis erectus Gasp.